# Figure découpée
Figure découpée of L’oiseau is een beeld van Pablo Picasso in Amsterdam-Zuid. In de volksmond wordt het aangeduid als platte vogel, platte vis of vissenbeeld.
Het betonnen plastiek van circa 7 meter hoogte is uitgevoerd door de Noorse beeldhouwer Carl Nesjar, naar een schets van Picasso. Het beeld Sylvette in Rotterdam is eveneens een product van de samenwerking tussen Picasso en Nesjar. Beide beelden vertonen dan ook grote gelijkenis in de uitvoering. De gebruikte techniek bij dit witbetonnen beeld met zwarte spikkels en grafische lijnen wordt 'betografie' genoemd, en is door Nesjar ontwikkeld in samenwerking met de Noorse architect Erling Viksjø.
Het bijna tweedimensionale beeld werd geplaatst ter gelegenheid van het 100-jarig bestaan van het Vondelpark. Ter viering werd in het park een internationale beeldententoonstelling gehouden. De organisatie daarvoor was mede in handen van Willem Sandberg, destijds net afgetreden als directeur van het Stedelijk Museum. Picasso vroeg voor zijn inzending voor de tentoonstelling geen honorarium, maar stelde wel dat Amsterdam moest opdraaien voor de plaatsingskosten (destijds geraamd op 500.000 gulden, werkelijke kosten 100.000 gulden). Als extra eis stelde hij dat het beeld altijd openbaar tentoongesteld zou blijven. Toen de tentoonstelling door wethouder Den Uyl werd geopend, was het beeld van Picasso nog niet geheel klaar.

## Relletje
In 1994 was het beeld onderwerp van een relletje tussen stadsdeel Zuid en het bestuur van de centrale stad. Het stadsdeel zag zich geconfronteerd met enorme onderhoudskosten voor het park en zou daarom het beeld hebben willen verkopen. Wethouder Ernst Bakker van de centrale stad verbood dat, gezien de voorwaarde die Picasso had gesteld. Volgens dagelijks bestuurder Weeda had de wethouder de zaak echter enorm opgeblazen; de verkoop van een beeld was slechts geopperd en Picasso werd in de notitie over het Vondelpark niet eens genoemd.
Andere beelden in de tentoonstelling waren:
- De bonte boom van Karel Appel, een beschilderde boomstronk; in oktober 1965 al weggehaald
- Onze stad, vaak aangezien voor klimrek, van André Volten
- Bewogen beweger van Jean Tinguely
- Stoel van Wim T. Schippers
- Menselijk woud van Ossip Zadkine